# Фоноаутограф
Фоноаутограф (од грч. φωνή — звук, αὐτός (autós) - само и γράφω (gráphō) - писање) је први уређај за снимање звука (али не и репродукцију).Овај уређај је 1857. године патентирао Едуар Леон Скот де Мартенвил (фр. Édouard-Léon Scott de Martinville) и могао је визуелно да забележи звук, али га није могао репродуковати. На овом уређају је снимљен први и најстарији звучни запис у историји - француска народна песма 'Au clair de la lune'.
Међутим пошто овај уређај није могао да репродукује звук, амерички историчари звука су 2008. године помоћу оптичког скенирања и компјутерске обраде конвертовали звучне таласе фоноаутографа у дигитални аудио формат и изнели на светлост дана први звучни запис - песму 'Au clair de la lune'. Ипак пошто до савремених открића 2008. године нисмо имали материјални доказ француске песме 'Au clair de la lune', Едисонов запис рецитације Мери има мало јање је признат као први званичан запис људског гласа.

## Делови фоноаутографа
- мембрана
- игла
- ваљак (цилиндар) намотан папиром.

Фоноаутограф се састојао од мембране на коју је уграђена иглица. Она је са супротне стране била у додиру са ваљком (цилиндром) на коме се налазио намотани папир. Регистровани звук доводи до треперења мембране, која доводи до осциловања иглице, док иглица на крају урезује звук на цилиндар. Овакав уређај није био у могућности да репродукује снимљен звук.

## Уређаји
1. Фоноаутограф (Едуар Леон Скот де Мартенвил, 1857.)
2. Палеофон (није патентиран) (Шарл Кро, 1877.)
3. Фонограф (Томас Едисон, 1877.)
4. Графофон (Чарлс Самнер Тејнтер и Чичестер Александар Бел, 1886.)
5. Грамофон (Емил Берлинер, 1887.)